# Ungeremina
Ungeremina es un inhibidor de la acetilcolinesterasa aislado de la planta Nerine bowdenii.